# Fred Kerley
Fredrick Lee Kerley (*7. května 1995) je americký atlet. Začínal na vzdálenosti 400 metrů, postupně se přeorientoval na tratě 100 a 200 metrů. V roce 2022 ovládl sprint na 100 metrů na Mistrovství světa v Oregonu.

## Kariéra
Získal několik medailí na mistrovství světa na 400 m a 4 × 400 m, včetně individuálního bronzu a štafetového zlata v roce 2019. Jeho osobní rekord 43,64 sekund z něj dělá osmého nejrychlejšího muže historie na 400 m. Během pandemie se Kerley rozhodl zaměřit se na trať 100 metrů, aby zlepšil svou základní rychlost. Rozhodnutí se mu vyplatilo, protože na olympijských hrách v Tokiu v roce 2020 získal na této trati stříbrnou medaili výkonem 9,84s. Jeho osobní rekord 9,76 sekundy z něj činí šestého nejrychlejšího muže historie. Vyhrál zlato na domácím mistrovství světa na 100 metrů.
Kerley je jedním z 3 mužů spolu s Michaelem Normanem a Waydem van Niekerkem, kteří uběhli 100 m pod 10 sekund, 200 m pod 20 sekund a 400 m pod 44 sekund.